# الجغرافيا في عصر الحضارة الإسلامية

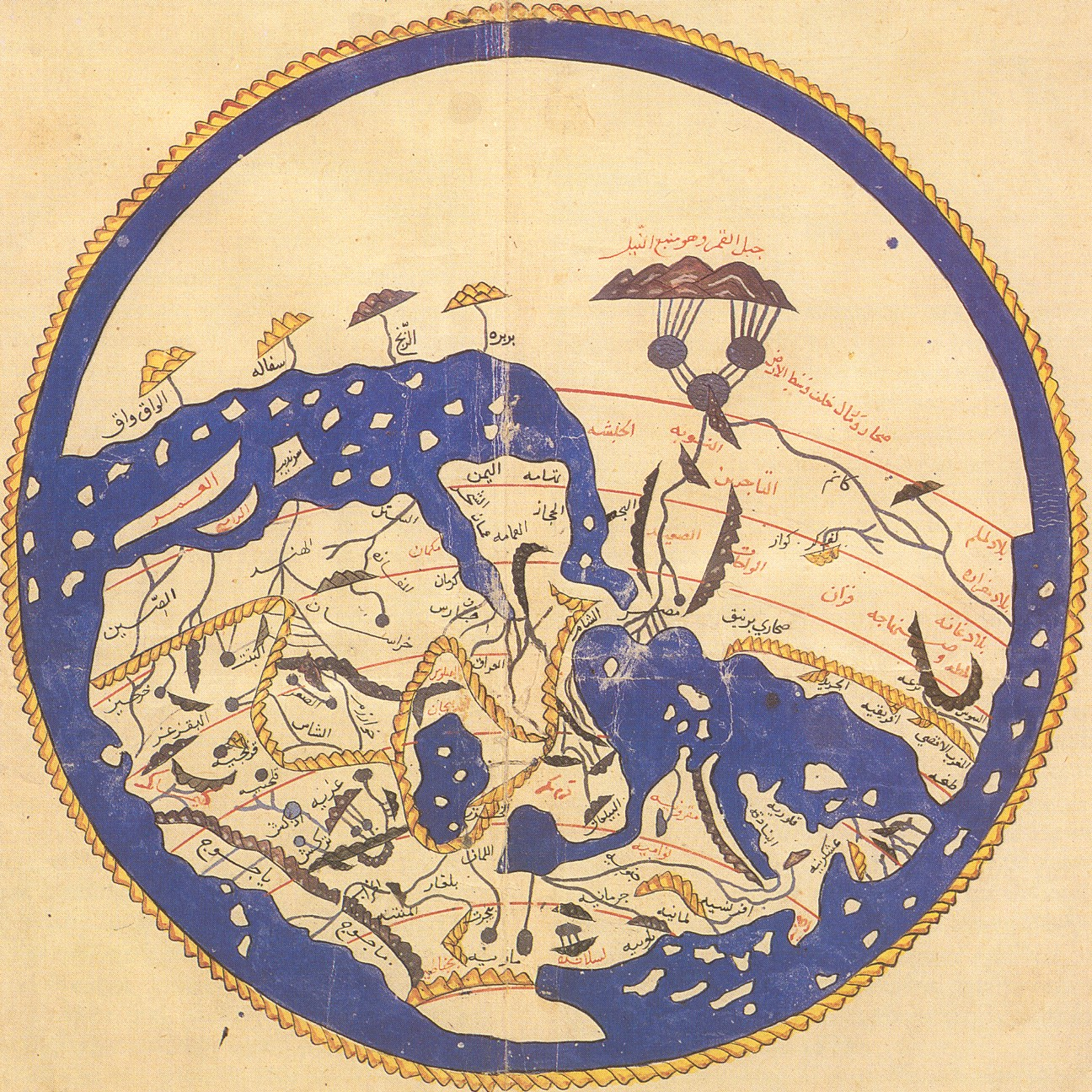
خريطة العالم تعود للإدريسي، أنجزها لملك صقلية روجر الثاني

الجغرافيا وفن رسم الخرائط في العصر الإسلامي يشير إلى مرحلة نهوض رسم الخرائط والجغرافيا وعلوم الأرض في الحضارة الإسلامية خلال فترة القرون الوسطى منذ الخلافة العباسية وحتى الخلافة العثمانية. ففي فترة العصور الوسطى، تطورت الجغرافيا الإسلامية بسبب عوامل عديدة، منها: بزوغ العصر الذهبي الإسلامي، بالتوازي مع تطوير علم الفلك الإسلامي، وترجمة النصوص القديمة، لا سيما الهلنستية، إلى اللغة العربية، وذلك بسبب انتشار السفر إما للتجارة أو للحج بالإضافة للاكتشافات الكبرى في الجغرافية وبسبب الثورة الزراعية.
كانت بدايات تطور علوم الجغرافيا الإسلامية في القرن الثامن الميلادي برعاية حكام الخلافة العباسية في بغداد. وساهم العديد من العلماء في تطورها وتنميتها. من أشهر علمائها الخوارزمي، وأبو زيد البلخي (مؤسس المدرسة البلخية)، والبيروني وابن سينا. بلغت الجغرافيا الإسلامية أوجها خلال محمد الإدريسي في القرن الثاني عشر. وتابع تطورها لاحق تحت حكم الأتراك والفرس، وخصوصا خلال الدولة العثمانية والإمبراطورية الصفوية، ومن أشهر علمائهم محمود الكاشغري وبيري رئيس.

## الحوافز
هناك العديد من الحوافز والأحداث التي أثرت على تطور علوم الجغرافيا ورسم الخرائط عند المسلمين.

### العلم القديم
ورثوا رسامو الخرائط الإسلامية وثائق كتابي المجسطي والجغرافيا لبطليموس في القرن التاسع الذين حفزتا المسلمين على الاهتمام بعلمي الجغرافيا والخرائط مع أنهما لم يشكلا أي أساس لرسم خرائطهم. وقد ورث المسلمون الكتابات اليونانية مباشرة من دون أن يتأثروا بخرائط تي أو التي كانت شائعة في أوروبا ذلك الزمان. ومنذاك، قدم العلماء المسلمون العديد من المساهمات الخاصة للجغرافيا ولعلوم الأرض.

### عصر الإسلام الذهبي
عندما نقلت عاصمة العالم المسلم إلى بغداد عام 750، أصبحت المدينة مركزا للدراسات والترجمات والتسجيل العلمي، كما جذبت العلماء من جميع أطراف العالم. كما تمتع العلماء بدعم وحماية ورعاية الخليفة العباسي وخاصة هارون الرشيد والمأمون. وفتحت أبواب التعليم للمسلمين وغير المسلمين، وانتشرت بها متكلموا العربية واليونانية والعبرية والفارسية والسريانية، على الرغم من أن اللغة العربية ظلت اللغة المشتركة، والإسلام هو الدين السائد.

### علم الفلك الإسلامي
اهتم العرب والمسلمون بعلم الفلك اهتماماً كبيراً. فقد اعتمدت قوافل التجار على المعرفة بالنجوم للمسير ليلاً. كما استفاد منه البحارة في إبحارهم. كما ذكر فضل علوم الفلك في آيات عديدة من القرآن الكريم. وكانت نفس التقنيات المستعملة في الفلك هي نفسها المستعملة مباشرة في الجغرافيا ورسم الخرائط. على سبيل المثال، يمكن استخدام الإسطرلاب في علم الفلك للملاحة، كما في رسم الأفلاك السماوية ومسح الأراضي.

### السفر
طورت الحاجة إلى السفر لمسافات طويلة إنتاج الخرائط والمعلومات التي غالباً ما كانت تُعطى للمسافرين لتسهيل سفرهم. ومع أن السفر في العصور الوسطى كان خطراً، اعتاد المسلمون الترحال في رحلات طويلة. وكان الحج من أهم أسباب سفر المسلم. فبشكل سنوي، كان يأتي المسلمين من أفريقيا والأندلس الإسلامية وبلاد فارس والهند إلى مكة في الجزيرة العربية. كما كانت التجارة دافعاً قوياً أخراً للسفر. فكان المسلمون يتاجرون مع الهند وأوروبا والصين.

### عصر الاكتشافات الكبرى
في القرن السابع وأوائل القرن الثامن، أنشئت الجيوش العربية إمبراطورية عربية إسلامية امتدت من آسيا الوسطى إلى شبه الجزيرة الإيبيرية. وبدأ شكل من أشكال العولمة في الظهور مبكراً خلال العصر الذهبي للإسلام عندما عمت المعارف والتجارة والاقتصاد بمناطق وحضارات كانت معزولة سابقاً وبدأت بالتواصل مع المستكشفين والبحارة والعلماء والتجار والمسافرين المسلمين. دعيت هذه الفترة بعصر الإسلام لما قام به المستكشفون المسلمون والعرب الذين سافروا معظم العالم القديم، وأنشأ أول نظام اقتصادي عالمي. وتوسعت شبكتها التجارية من المحيط الأطلسي والبحر الأبيض المتوسط في الغرب إلى المحيط الهندي والبحر الصيني إلى الشرق، على طول معظم آسيا وأفريقيا وأوروبا كما وصلوا إلى اليابان وكوريا،  ومضيق بيرينغ. وانتشرت القطع النقدية الفضية والدرهم العربي في جميع أنحاء العالم جنوبا من الصحراء الأفريقية الكبرى وشمالا حتى شمال أوروبا وذلك في مقابل بيع السلع وتجارة العبيد. ففي إنجلترا، على سبيل المثال، صك الملك أوفا من مرسيا (حكم من 757 إلى 796) الأنجلو سكسوني المال مع الشهادة باللغة العربية. وقد ساعدت هذه العوامل في إقامة إمبراطورية عربية واسعة (بما في ذلك الراشدون والأمويون وا لعباسيون والفاطميون) باعتبارها القوة الاقتصادية الرائدة في العالم واسعة من القرن السابع إلى القرن الثالث عشر.
ما عدا النيل، ودجلة والفرات فلا يوجد في المناطق العربية أي أنهار صالحة للملاحة لذلك كان الإبحار في المحيطات والبحار مهم جدا. وتطورت عندهم العلوم الملاحية فاستعملوا البوصلة المغناطيسية والملاحة السماوية عبر قياس خطوط العرض والطول للنجوم. كان البحارة المسلمون يملكون خرائط تفصيلية ودقيقة مقارنة بتقنيات تلك الفترة، تساعدهم على الإبحار في داخل المحيطات بدلا من الإبحار بالقرب من السواحل. كما كان البحارة المسلمون هم من أدخلوا الأشرعة الثلاثية إلى أوروبا والتي استعملوها في السفن التجارية الكبيرة التي استعملوها في إبحارهم في البحر المتوسط. وكانت سفنهم أساس المراكب الكبير التي استعملها البرتغاليين والإسبان في القرن الخامس عشر في رحلاتهم الاستكشافية الطويلة والتي ورثوا تقنياتها من حكام جزيرة أيبيريا العرب الذين حكموا الأندلس لغاية القرن الثالث عشر.
وكان ابن بطوطة (1304-1368) مسافر ومستكشف ورحالة شهير له كتابات حول رحلاته التق قام بها خلال فترة ما يقرب من 30 عاما قاطعا ما يقرب من 117,000 كم. وقد غطت هذه الرحلات معظم شمال العالم القديم وغرب أفريقيا في الجنوب وشرق أوروبا في الغرب، إلى الشرق الأوسط وشبه القارة الهندية ووسط وجنوب شرق آسيا، والصين شرقا وتجاوزت رحلاته المسافات التي قطعها أسلافه ومعاصريه ويقارب المسافة التي قطعها ماركو بولو.

## التاريخ

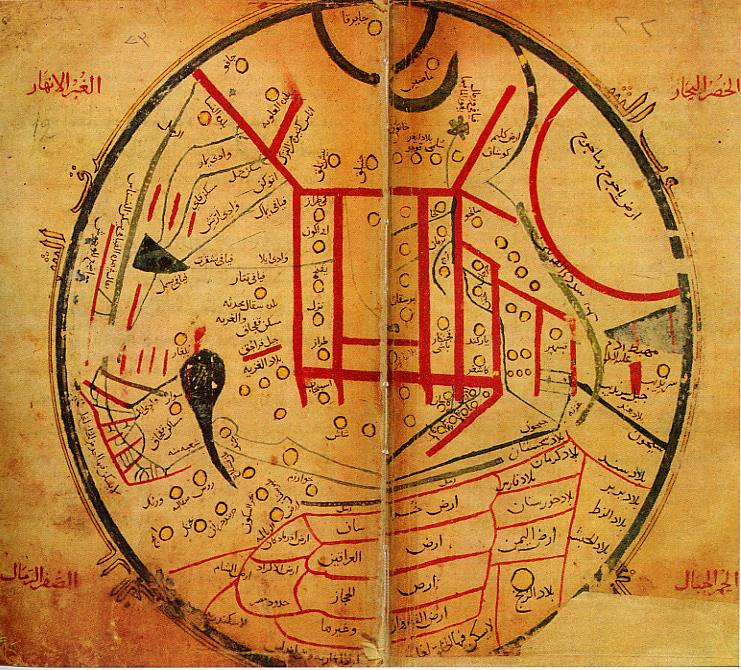
خريطة لقبائل الترك من كتاب ديوان لغات الترك لمحمود الكاشغري

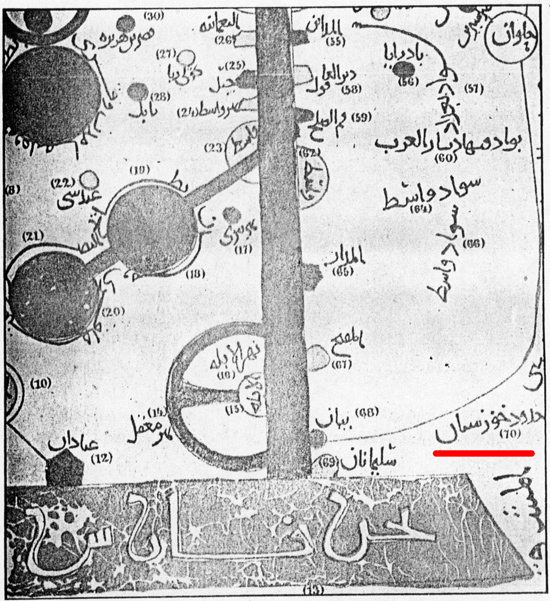
خريطة عربية من القرن التاسع

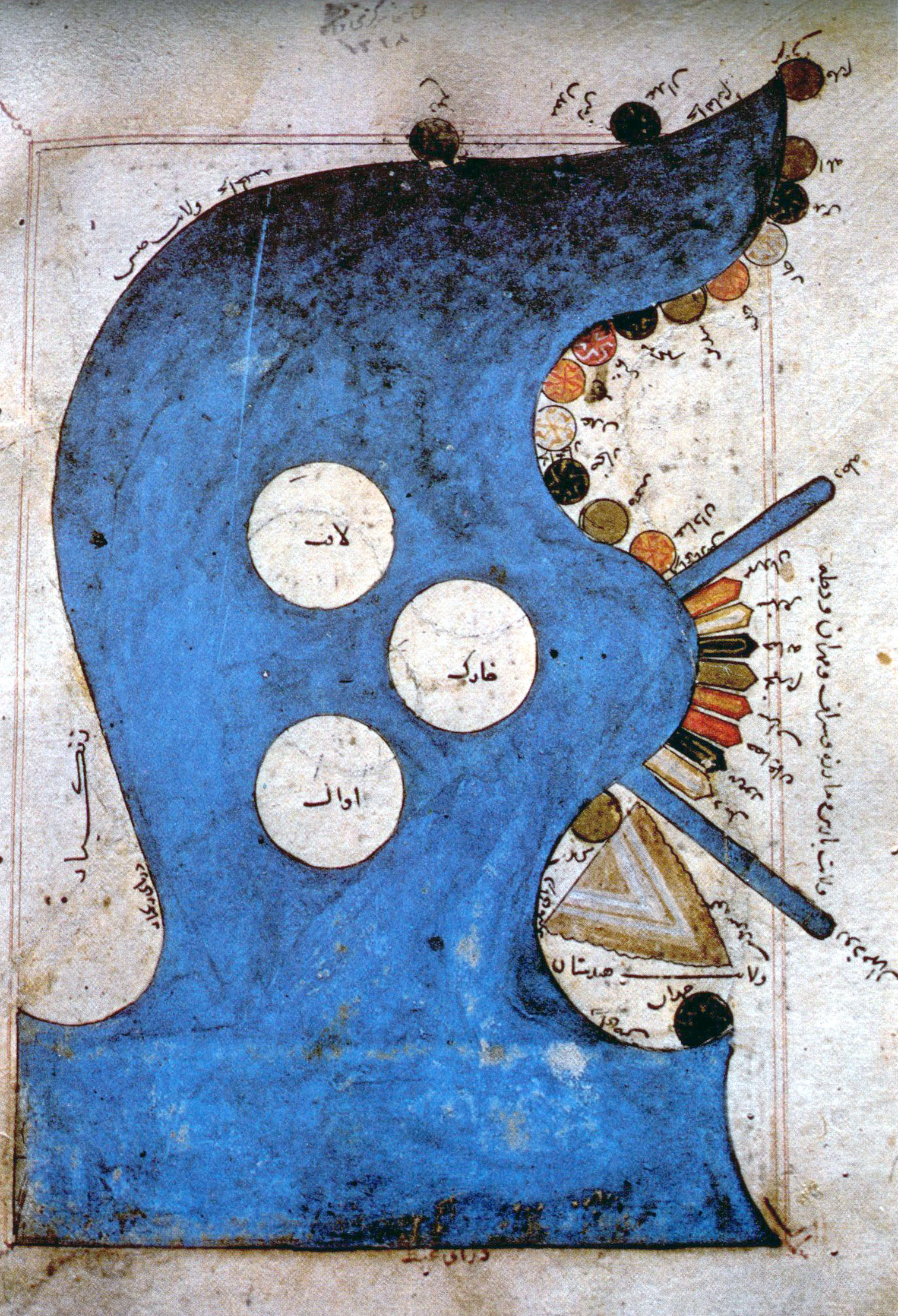
خريطة للأسطخري من القرن التاسع

كان العرب يسيحون في الصحراء الجرداء بحثاً عن الكلأ والماء. ومن الطبيعي أن يكونوا طوروا فن تحديد طرقهم على أساس معالم يرونها في النهار كما كانوا يستخدمون النجوم كعلامات في الليل. فرضت هذه الحالة على العرب أن يكونوا على علم ببعض نواحي الجغرافية وإن لم تكن علما. وكدلالة، نجد جونب من الجغرافية في الشعر الجاهلي مثل ما تردد في المعلقات السبع التي لا تخلو إحداها من ذكر للمواقع ولوصف المظاهر الطبيعية المختلفة. فكتابات الأصمعي وهو من علماء اللغة، تدل على معرفته في جغرافية الجزيرة العربية معرفة دقيقة. كما نجد نواح من معرفة الجغرافيا في كتاب «معجم البلدان» لياقوت الحموي وهو موسوعة جغرافية، كما في كتاب «العروس» للزبيدى وهو من معاجم اللغة العربية. وسبب معرفة العرب بالجغرافيا يعود إلى انتشار التجارة التي تتطلب رحلات في بلاد مختلفة ويعرفوا أسواقها وما تنتجه أراضيها وصناعاتها وعادات وتقاليد أهلها مما يتفق متطلبات علم الجغرافيا.
في القرن السابع الميلادي، انتشر الإسلام خارج الجزيرة العربية فوصل شرقاً حتى حدود الصين وغرباً حتى بحر الظلمات أي المحيط الأطلسي وأوربا. وبقيام إمبراطورية إسلامية مترامية الأطراف كان لابد الإلمام بالطرق التي تربط هذه الإمبراطورية وبمعرفة المسافات التي تفصل بين المدن الرئيسية وبين الأقطار المختلفة. ومما حفز اهتمام المسلمين بالجغرافية وتخطيط الخرائط هو فريضة الحج وهي رحلة تتطلب معرفة الطرق إلى مكة المكرمة.
ومع انتشارهم، اتصلوا بالعديد من الحضارات وبعلومهم فترجم المسلمون الكثير من الوثائق الهلنستية القديمة من مصادرها الأصلية، مثل كتابي المجسطي والجغرافيا اليوناني. والجدير ذكره أن المسلمين وصلوا إلى أفكار العلماء القدماء الأصلية الخالصة من دون التأثر بطروحات أوروبيي العصور الوسطى المظلمة التي كانت تعتبر دراسة الفكر القديم نوع من الوثنية ولون من الهرطقة، وأن دراسة الأرض خروج عن الدين، وكانو يحقرون المعرفة التي تفسر الكون. فقام المسلمون برسم العديد خرائط المناطق عديدة منها الأوروبية التي نالت انتشارا واسعا. وأضاف المسلمون لتلك العلوم فأثروا علوم وفنون الجغرافيا ورسم الخرائط. فمثلا، حين كانت أوروبا لا تعتبر الأرض مسطحة مستقرة بمركز الكون ودور الأجرام حولها، كان العلماء المسلمين، من بينهم ابن حزم (توفي 1069)، وابن الجوزي (توفي 1200) وابن تيمية (توفي 1328) [14] يجمعوا على استدارة الأجرام السماوية، ومنها الكرة الأرضية، وأن الأرض ليست ثابتة بل تدور في الفضاء. فقد اتفق ابن حزم وابن الجوزي في كتاباتهم أن جميع الأجرام السماوية كروية. كما أن ابن تيمية فسر قول الله في القرآن ﴿وَهُوَ الَّذِي خَلَقَ اللَّيْلَ وَالنَّهَارَ وَالشَّمْسَ وَالْقَمَرَ كُلٌّ فِي فَلَكٍ يَسْبَحُونَ ۝٣٣﴾ [الأنبياء:33] ان كلمة الفلك تدل على الدوران مثل العجلة. كما ذكر ذلك ابن خلدون (ت 1406)، وفي مقدمته.